# Prima Categoria 1913-1914
La Prima Categoria 1913-1914 è stata la 17ª edizione della massima serie del campionato italiano di calcio, disputata tra il 12 ottobre 1913 e il 12 luglio 1914 e conclusa con la vittoria del Casale, al suo primo e finora unico titolo.

## Stagione

### I ripescaggi
Nel campionato italiano 1912-1913, il primo in cui venne stabilita la retrocessione, si qualificarono all'ultimo posto dei rispettivi gruppi del campionato dell'Italia settentrionale la Juventus nel girone piemontese, il Racing Libertas nel girone lombardo-ligure, e il Modena nel girone veneto-emiliano. Queste tre squadre sarebbero dovute retrocedere in Promozione, ma le falle del regolamento diedero fiato alle proteste del Racing e del Modena, che rifiutarono di iscriversi fra i cadetti. Per la Juventus, invece, la situazione era più complicata: infatti, essendo il Piemonte l'unica regione già uniformata al regolamento organico, non sussistevano impedimenti per l'Alessandria, vincitrice della locale cadetteria, a ottenere un posto nella massima divisione nazionale a scapito dei bianconeri. Nella società torinese si indisse al riguardo un'assemblea in cui i toni divennero subito accesissimi, tanto da ventilare lo scioglimento della società e da rischiare l'intervento dei Regi Carabinieri per mantenere l'ordine.

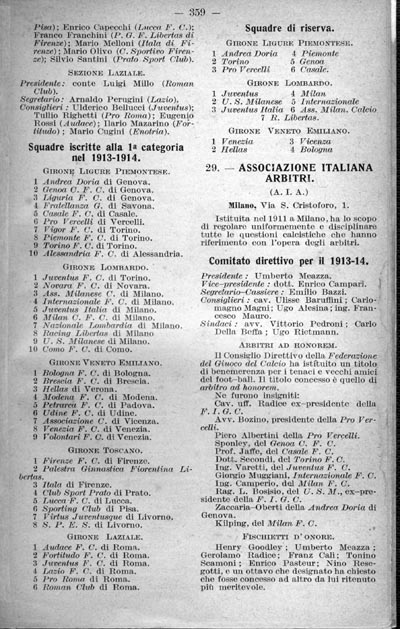
Elenco delle squadre iscritte alla Prima Categoria 1913-1914.

All'Assemblea Federale del 24 agosto 1913 furono proposti due piani di riforma dei campionati: il progetto Minoli che proponeva l'allargamento di ogni girone eliminatorio da 6 a 8 squadre, e il progetto Baraldi-Baruffini, che invece proponeva un ampliamento a 10 squadre. Neanche questo piano risolveva tuttavia il problema dei bianconeri dato che, unendo il Comitato Regionale Ligure a quello Piemontese si saturava di fatto il girone subalpino, non lasciando spazio per il ripescaggio della Juventus. La soluzione arrivò dall'ingegner Umberto Malvano, ex giocatore ed ora arbitro e dirigente federale, e dal dirigente nerazzurro Francesco Mauro, fratello del Presidente del Comitato Regionale Lombardo, avvocato Giovanni Mauro, che proposero di togliere il Brescia dal girone lombardo e di modificare il progetto Baraldi-Baruffini inserendo la Juventus e il Novara nel girone meneghino; ciò in ragione del posto libero originato dalla fusione delle squadre locali del Lambro e Unitas – le quali avevano ottenuto la promozione in Prima Categoria al termine della stagione – nell'AC Milanese, che portò anche al ripescaggio del Racing Libertas, ultimo classificato del girone lombardo-ligure, oltreché allo spostamento del Brescia, settimo nel campionato di Promozione 1912-13 ed elevato d'ufficio nella massima categoria, nel raggruppamento veneto.

### Formula
Il vincitore del torneo maggiore veniva individuato nella primatista del girone nazionale, composto dalle 2 squadre meglio classificate nei rispettivi gironi regionali o interregionali a dieci squadre.
Il vincitore del torneo centro-meridionale doveva uscire dalla sfida fra la miglior squadra del Sud e la sua corrispondente del Centro Italia, sortita dalla sfida fra i campioni di Toscana e i loro colleghi laziali.
Il sistema di retrocessione non fu applicato neanche alla fine di questa stagione, per cui tutte le squadre che dovevano essere retrocesse in Promozione furono ripescate l'annata successiva.

### Avvenimenti
Nel 1909, all'Istituto Tecnico di Casale Monferrato, si tenne un'infuocata assemblea. Il professor Raffaele Jaffe interpretò la rabbia dei casalesi per la seconda vittoria consecutiva che la Pro Vercelli aveva appena ottenuto in campionato il 28 aprile. Le due città erano divise da ataviche rivalità di origine medievale, e i casalesi non potevano tollerare di vedere questa continua serie di successi vercellesi. Fu così che si decise di fondare una squadra con l'esplicito intento di fermare i Leoni; la scelta del colore delle maglie fu ovvia: in contrapposizione alle Bianche Casacche della Pro, il neonato Casale sarebbe sceso in campo vestito completamente di nero.
Finalmente, dopo una continua serie di rafforzamenti, nel 1913 i nerostellati ottennero ciò per cui erano sorti. Nel girone ligure-piemontese la lotta fu durissima, complice l'inserimento nella contesa del Genoa di George Davidson protagonista dei primi casi clandestini di calciomercato, ma alla fine i casalesi riuscirono per un solo punto a eliminare la Pro, che così perdeva il titolo dopo tre anni di fila di egemonia.
Dato però che l'appetito vien mangiando, i nerostellati a questo punto provarono a dare l'assalto al primato nazionale. Nel girone finale, tolta la solita irrilevante presenza delle compagini venete, ci si trovò di fronte anche l'Inter e la rinata Juventus, che avevano a loro volta estromesso un Milan colpito dall'ennesima defezione, quella del diciannovenne Renzo De Vecchi verso Genova per uno stipendio faraonico da 24.000 lire. Erano tuttavia due formazioni ancora convalescenti dopo gli insuccessi degli ultimi anni, le quali non poterono dare fastidio al Casale che, con due vittorie contro i genoani usciti societariamente malconci dal processo conseguente alla denuncia subita dai cugini doriani cui avevano ingaggiato ben tre giocatori, riuscì a ottenere uno storico, incredibile titolo italiano, confermato contro la sempre malcapitata Lazio, che pur aveva dominato il torneo centro-meridionale, imponendosi in tutte le 14 partite segnando in totale ben 65 reti e subendone solo 5. I biancocelesti capitolini, pur risultando nettamente la miglior formazione centro-meridionale, non erano ancora, infatti, in grado di competere con le maggiori squadre settentrionali. Il Casale ebbe così gioco facile ad imporsi sulla Lazio: a Casale Monferrato i nerostellati, dopo un primo tempo un po' più sofferto (chiuso in vantaggio per 1-0), dilagarono nella ripresa imponendosi per 7-1; al ritorno a Roma la partita fu più equilibrata, con il Casale che si impose per 2-0, con una rete per tempo (una delle quali in sospetto fuorigioco). Casale Monferrato divenne così – a esclusione delle intricate vicende del 1922 – la più piccola città del Bel Paese a vincere un regolare campionato di calcio.

## Torneo maggiore

### Sezione piemontese-ligure

#### Squadre partecipanti
Gestita dal Comitato Regionale Piemontese-ligure avente sede a Torino.

| Club         | Stagione | Città             | Stadio                                               | Stagione precedente                                    |
| ------------ | -------- | ----------------- | ---------------------------------------------------- | ------------------------------------------------------ |
| Alessandria  | dettagli | Alessandria       | Piazza d'Armi                                        | 1º posto nella Promozione piemontese, promossa         |
| Andrea Doria | dettagli | Genova            | Campo sportivo della Cajenna                         | 4º posto nel girone lombardo-ligure di Prima Categoria |
| Casale       | dettagli | Casale Monferrato | Campo Priocco                                        | 4º posto nelle finali di Prima Categoria               |
| Genoa        | dettagli | Genova            | Campo Genoa Cricket & Football Club in via del Piano | 2º posto nelle finali di Prima Categoria               |
| Liguria      | dettagli | Sampierdarena     | Campo dell'ACL                                       | 1º posto nella Promozione ligure, promosso             |
| Piemonte     | dettagli | Torino            | -                                                    | 4º posto nel girone piemontese di Prima Categoria      |
| Pro Vercelli | dettagli | Vercelli          | Campo piazza Conte di Torino                         | Campione d'Italia                                      |
| Savonese     | dettagli | Savona            | -                                                    | 2º posto nella Promozione ligure                       |
| Torino       | dettagli | Torino            | Campo Stradale Stupinigi                             | 3º posto nel girone piemontese di Prima Categoria      |
| Vigor Torino | dettagli | Torino            | Campo dietro l'Ospizio di Carità di via Po           | 2º posto nella Promozione piemontese                   |

#### Classifica finale
|  | Pos. | Squadra      | Pt | G  | V  | N | P  | GF | GS |
|  | ---- | ------------ | -- | -- | -- | - | -- | -- | -- |
|  | 1.   | Casale       | 31 | 18 | 15 | 1 | 2  | 65 | 11 |
|  | 2.   | Genoa        | 31 | 18 | 14 | 3 | 1  | 49 | 19 |
|  | 3.   | Pro Vercelli | 30 | 18 | 13 | 4 | 1  | 58 | 8  |
|  | 4.   | Torino       | 26 | 18 | 12 | 2 | 4  | 74 | 21 |
|  | 5.   | Alessandria  | 19 | 18 | 8  | 3 | 7  | 41 | 25 |
|  | 6.   | Andrea Doria | 14 | 18 | 6  | 2 | 10 | 24 | 48 |
|  | 7.   | Piemonte     | 10 | 18 | 4  | 2 | 12 | 24 | 64 |
|  | 8.   | Savonese     | 9  | 18 | 3  | 3 | 12 | 27 | 57 |
|  | 9.   | Vigor Torino | 8  | 18 | 3  | 2 | 13 | 28 | 55 |
|  | 10.  | Liguria      | 2  | 18 | 0  | 2 | 16 | 11 | 93 |

Legenda:
      Ammessa al girone nazionale.
      Retrocessa in Promozione 1914-1915.
Regolamento:
Due punti a vittoria, uno a pareggio, zero a sconfitta.
In caso di pari punti per le squadre era in vigore il pari merito.
Note:
Il Liguria FBC è stato poi ripescato per allargamento del campionato.

#### Risultati

##### Tabellone
|              | ALE  | AND  | CAS  | GEN  | LIG  | PIE  | PRO  | SAV  | TOR  | VIG  |
| ------------ | ---- | ---- | ---- | ---- | ---- | ---- | ---- | ---- | ---- | ---- |
| Alessandria  | –––– | 4-0  | 1-3  | 1-3  | 7-0  | 3-0  | 1-1  | 4-1  | 1-2  | 0-0  |
| Andrea Doria | 2-2  | –––– | 0-1  | 3-5  | 2-1  | 4-1  | 0-1  | 2-0  | 0-6  | 1-0  |
| Casale       | 1-0  | 7-1  | –––– | 2-0  | 8-0  | 4-0  | 0-0  | 4-0  | 4-0  | 4-1  |
| Genoa        | 3-0  | 1-0  | 5-2  | –––– | 1-0  | 4-1  | 1-0  | 3-1  | 3-3  | 4-1  |
| Liguria FBC  | 0-5  | 2-4  | 0-6  | 0-4  | –––– | 3-3  | 0-6  | 1-4  | 0-7  | 1-1  |
| Piemonte     | 0-3  | 3-0  | 0-9  | 2-7  | 4-1  | –––– | 0-2  | 2-2  | 0-11 | 1-2  |
| Pro Vercelli | 2-0  | 4-2  | 2-0  | 0-0  | 11-0 | 2-0  | –––– | 6-0  | 2-0  | 8-0  |
| Savonese     | 0-3  | 0-0  | 0-3  | 1-1  | 7-1  | 2-4  | 1-5  | –––– | 0-4  | 6-2  |
| Torino       | 4-2  | 9-1  | 1-2  | 1-2  | 6-0  | 4-1  | 2-2  | 6-0  | –––– | 2-1  |
| Vigor        | 3-4  | 1-2  | 0-5  | 1-2  | 7-1  | 1-2  | 1-4  | 6-2  | 0-6  | –––– |

##### Calendario
| andata (1ª) | andata (1ª) | Prima giornata            | ritorno (10ª) | ritorno (10ª) |
|             |             |                           |               |               |
| 12 ott.     | 3-3         | Genoa-Torino              | 2-1           | 21 dic.       |
| 12 ott.     | 4-0         | Casale-Savonese           | 3-0           | 21 dic.       |
| 12 ott.     | 1-1         | Alessandria-Pro Vercelli  | 0-2           | 21 dic.       |
| 21 mar.     | 1-2         | Vigor Torino-Andrea Doria | 0-1           | 21 dic.       |
| 12 ott.     | 4-1         | Piemonte-Liguria FBC      | 3-3           | 21 dic.       |

| andata (2ª) | andata (2ª) | Seconda giornata         | ritorno (11ª) | ritorno (11ª) |
|             |             |                          |               |               |
| 19 ott.     | 4-0         | Casale-Torino            | 2-1           | 1 mar.        |
| 19 ott.     | 1-0         | Genoa-Liguria FBC        | 4-0           | 8 mar.        |
| 19 ott.     | 0-0         | Alessandria-Vigor Torino | 4-3           | 28 dic.       |
| 19 ott.     | 3-0         | Piemonte-Andrea Doria    | 1-4           | 19 apr.       |
| 19 ott.     | 1-5         | Savonese-Pro Vercelli    | 0-6           | 28 dic.       |

| andata (1ª) | andata (1ª) | Prima giornata            | ritorno (10ª) | ritorno (10ª) |
|             |             |                           |               |               |
| 12 ott.     | 3-3         | Genoa-Torino              | 2-1           | 21 dic.       |
| 12 ott.     | 4-0         | Casale-Savonese           | 3-0           | 21 dic.       |
| 12 ott.     | 1-1         | Alessandria-Pro Vercelli  | 0-2           | 21 dic.       |
| 21 mar.     | 1-2         | Vigor Torino-Andrea Doria | 0-1           | 21 dic.       |
| 12 ott.     | 4-1         | Piemonte-Liguria FBC      | 3-3           | 21 dic.       |

| andata (2ª) | andata (2ª) | Seconda giornata         | ritorno (11ª) | ritorno (11ª) |
|             |             |                          |               |               |
| 19 ott.     | 4-0         | Casale-Torino            | 2-1           | 1 mar.        |
| 19 ott.     | 1-0         | Genoa-Liguria FBC        | 4-0           | 8 mar.        |
| 19 ott.     | 0-0         | Alessandria-Vigor Torino | 4-3           | 28 dic.       |
| 19 ott.     | 3-0         | Piemonte-Andrea Doria    | 1-4           | 19 apr.       |
| 19 ott.     | 1-5         | Savonese-Pro Vercelli    | 0-6           | 28 dic.       |

| andata (3ª) | andata (3ª) | Terza giornata            | ritorno (12ª) | ritorno (12ª) |
|             |             |                           |               |               |
| 1 nov.      | 0-1         | Andrea Doria-Pro Vercelli | 2-4           | 1 mar.        |
| 1 nov.      | 7-0         | Alessandria-Liguria FBC   | 5-0           | 18 gen.       |
| 1 nov.      | 4-1         | Casale-Vigor Torino       | 5-0           | 8 mar.        |
| 1 nov.      | 2-7         | Piemonte-Genoa            | 1-4           | 18 gen.       |
| 1 nov.      | 6-0         | Torino-Savonese           | 4-0           | 18 gen.       |

| andata (4ª) | andata (4ª) | Quarta giornata       | ritorno (13ª) | ritorno (13ª) |
|             |             |                       |               |               |
| 9 nov.      | 2-1         | Torino-Vigor Torino   | 6-0           | 25 gen.       |
| 9 nov.      | 1-0         | Genoa-Andrea Doria    | 5-3           | 25 gen.       |
| 9 nov.      | 1-0         | Casale-Alessandria    | 3-1           | 25 gen.       |
| 9 nov.      | 7-1         | Savonese-Liguria FBC  | 4-1           | 25 gen.       |
| 9 nov.      | 2-0         | Pro Vercelli-Piemonte | 2-0           | 15 mar.       |

| andata (3ª) | andata (3ª) | Terza giornata            | ritorno (12ª) | ritorno (12ª) |
|             |             |                           |               |               |
| 1 nov.      | 0-1         | Andrea Doria-Pro Vercelli | 2-4           | 1 mar.        |
| 1 nov.      | 7-0         | Alessandria-Liguria FBC   | 5-0           | 18 gen.       |
| 1 nov.      | 4-1         | Casale-Vigor Torino       | 5-0           | 8 mar.        |
| 1 nov.      | 2-7         | Piemonte-Genoa            | 1-4           | 18 gen.       |
| 1 nov.      | 6-0         | Torino-Savonese           | 4-0           | 18 gen.       |

| andata (4ª) | andata (4ª) | Quarta giornata       | ritorno (13ª) | ritorno (13ª) |
|             |             |                       |               |               |
| 9 nov.      | 2-1         | Torino-Vigor Torino   | 6-0           | 25 gen.       |
| 9 nov.      | 1-0         | Genoa-Andrea Doria    | 5-3           | 25 gen.       |
| 9 nov.      | 1-0         | Casale-Alessandria    | 3-1           | 25 gen.       |
| 9 nov.      | 7-1         | Savonese-Liguria FBC  | 4-1           | 25 gen.       |
| 9 nov.      | 2-0         | Pro Vercelli-Piemonte | 2-0           | 15 mar.       |

| andata (5ª) | andata (5ª) | Quinta giornata          | ritorno (14ª) | ritorno (14ª) |
|             |             |                          |               |               |
| 16 nov.     | 1-2         | Alessandria-Torino       | 2-4           | 1 feb.        |
| 16 nov.     | 1-2         | Vigor Torino-Genoa       | 1-4           | 1 feb.        |
| 16 nov.     | 2-0         | Pro Vercelli-Casale      | 0-0           | 1 feb.        |
| 16 nov.     | 2-1         | Andrea Doria-Liguria FBC | 4-2           | 1 feb.        |
| 16 nov.     | 2-4         | Savonese-Piemonte        | 2-2           | 1 feb.        |

| andata (6ª) | andata (6ª) | Sesta giornata           | ritorno (15ª) | ritorno (15ª) |  |
|             |             |                          |               |               |  |
| 23 nov.     | 2-2         | Torino-Pro Vercelli      | 0-2           | 8 feb.        |  |
| 23 nov.     | 1-3         | Alessandria-Genoa        | 0-3           | 8 feb.        |  |
| 1 mar.      | 1-1         | Liguria FBC-Vigor Torino | 1-7           | 8 feb.        |  |
| 15 mar.     | 0-0         | Savonese-Andrea Doria    | 0-2           | 8 feb.        |  |
| 23 nov.     | 4-0         | Casale-Piemonte          | 9-0           | 8 feb.        |  |

| andata (5ª) | andata (5ª) | Quinta giornata          | ritorno (14ª) | ritorno (14ª) |
|             |             |                          |               |               |
| 16 nov.     | 1-2         | Alessandria-Torino       | 2-4           | 1 feb.        |
| 16 nov.     | 1-2         | Vigor Torino-Genoa       | 1-4           | 1 feb.        |
| 16 nov.     | 2-0         | Pro Vercelli-Casale      | 0-0           | 1 feb.        |
| 16 nov.     | 2-1         | Andrea Doria-Liguria FBC | 4-2           | 1 feb.        |
| 16 nov.     | 2-4         | Savonese-Piemonte        | 2-2           | 1 feb.        |

| andata (6ª) | andata (6ª) | Sesta giornata           | ritorno (15ª) | ritorno (15ª) |  |
|             |             |                          |               |               |  |
| 23 nov.     | 2-2         | Torino-Pro Vercelli      | 0-2           | 8 feb.        |  |
| 23 nov.     | 1-3         | Alessandria-Genoa        | 0-3           | 8 feb.        |  |
| 1 mar.      | 1-1         | Liguria FBC-Vigor Torino | 1-7           | 8 feb.        |  |
| 15 mar.     | 0-0         | Savonese-Andrea Doria    | 0-2           | 8 feb.        |  |
| 23 nov.     | 4-0         | Casale-Piemonte          | 9-0           | 8 feb.        |  |

| andata (7ª) | andata (7ª) | Settima giornata      | ritorno (16ª) | ritorno (16ª) |
|             |             |                       |               |               |
| 30 nov.     | 0-7         | Liguria FBC-Torino    | 0-6           | 15 feb.       |
| 30 nov.     | 0-0         | Pro Vercelli-Genoa    | 0-1           | 15 feb.       |
| 30 nov.     | 0-1         | Andrea Doria-Casale   | 1-7           | 15 feb.       |
| 30 nov.     | 6-2         | Vigor Torino-Savonese | 2-6           | 15 feb.       |
| 30 nov.     | 0-3         | Piemonte-Alessandria  | 0-3           | 15 feb.       |

| andata (8ª) | andata (8ª) | Ottava giornata          | ritorno (17ª) | ritorno (17ª) |
|             |             |                          |               |               |
| 7 dic.      | 0-6         | Andrea Doria-Torino      | 1-9           | 22 feb.       |
| 7 dic.      | 0-3         | Savonese-Alessandria     | 1-4           | 1 mar.        |
| 7 dic.      | 2-0         | Casale-Genoa             | 2-5           | 22 feb.       |
| 7 dic.      | 1-2         | Vigor Torino-Piemonte    | 2-1           | 22 feb.       |
| 7 dic.      | 11-0        | Pro Vercelli-Liguria FBC | 6-0           | 22 feb.       |

| andata (7ª) | andata (7ª) | Settima giornata      | ritorno (16ª) | ritorno (16ª) |
|             |             |                       |               |               |
| 30 nov.     | 0-7         | Liguria FBC-Torino    | 0-6           | 15 feb.       |
| 30 nov.     | 0-0         | Pro Vercelli-Genoa    | 0-1           | 15 feb.       |
| 30 nov.     | 0-1         | Andrea Doria-Casale   | 1-7           | 15 feb.       |
| 30 nov.     | 6-2         | Vigor Torino-Savonese | 2-6           | 15 feb.       |
| 30 nov.     | 0-3         | Piemonte-Alessandria  | 0-3           | 15 feb.       |

| andata (8ª) | andata (8ª) | Ottava giornata          | ritorno (17ª) | ritorno (17ª) |
|             |             |                          |               |               |
| 7 dic.      | 0-6         | Andrea Doria-Torino      | 1-9           | 22 feb.       |
| 7 dic.      | 0-3         | Savonese-Alessandria     | 1-4           | 1 mar.        |
| 7 dic.      | 2-0         | Casale-Genoa             | 2-5           | 22 feb.       |
| 7 dic.      | 1-2         | Vigor Torino-Piemonte    | 2-1           | 22 feb.       |
| 7 dic.      | 11-0        | Pro Vercelli-Liguria FBC | 6-0           | 22 feb.       |

| \| andata (9ª) \| andata (9ª) \| Nona giornata \| ritorno (18ª) \| ritorno (18ª) \| \| \| \| \| \| \| \| 14 dic. \| 8-0 \| Pro Vercelli-Vigor Torino \| 4-1 \| 4 gen. \| \| 8 mar. \| 4-0 \| Alessandria-Andrea Doria \| 2-2 \| 4 gen. \| \| 14 dic. \| 0-11 \| Piemonte-Torino \| 1-4 \| 4 gen. \| \| 14 dic. \| 1-1 \| Savonese-Genoa \| 1-3 \| 4 gen. \| \| 14 dic. \| 0-6 \| Liguria FBC-Casale \| 0-8 \| 4 gen. \| |             |                           |               |               |
| andata (9ª) | andata (9ª) | Nona giornata             | ritorno (18ª) | ritorno (18ª) |
| |             |                           |               |               |
| 14 dic. | 8-0         | Pro Vercelli-Vigor Torino | 4-1           | 4 gen.        |
| 8 mar. | 4-0         | Alessandria-Andrea Doria  | 2-2           | 4 gen.        |
| 14 dic. | 0-11        | Piemonte-Torino           | 1-4           | 4 gen.        |
| 14 dic. | 1-1         | Savonese-Genoa            | 1-3           | 4 gen.        |
| 14 dic. | 0-6         | Liguria FBC-Casale        | 0-8           | 4 gen.        |

| andata (9ª) | andata (9ª) | Nona giornata             | ritorno (18ª) | ritorno (18ª) |
|             |             |                           |               |               |
| 14 dic.     | 8-0         | Pro Vercelli-Vigor Torino | 4-1           | 4 gen.        |
| 8 mar.      | 4-0         | Alessandria-Andrea Doria  | 2-2           | 4 gen.        |
| 14 dic.     | 0-11        | Piemonte-Torino           | 1-4           | 4 gen.        |
| 14 dic.     | 1-1         | Savonese-Genoa            | 1-3           | 4 gen.        |
| 14 dic.     | 0-6         | Liguria FBC-Casale        | 0-8           | 4 gen.        |

#### Statistiche

##### Squadre

###### Classifica in divenire
|              | 1ª | 2ª | 3ª | 4ª | 5ª | 6ª | 7ª | 8ª | 9ª | 10ª | 11ª | 12ª | 13ª | 14ª | 15ª | 16ª | 17ª | 18ª | Rec. |
|              |    |    |    |    |    |    |    |    |    |     |     |     |     |     |     |     |     |     |      |
| ------------ | -- | -- | -- | -- | -- | -- | -- | -- | -- | --- | --- | --- | --- | --- | --- | --- | --- | --- | ---- |
| Casale       | 2  | 4  | 6  | 8  | 8  | 10 | 12 | 14 | 16 | 18  | 18  | 20  | 20  | 22  | 23  | 25  | 27  | 27  | 31   |
| Genoa        | 1  | 3  | 5  | 7  | 9  | 11 | 12 | 12 | 13 | 15  | 15  | 17  | 19  | 21  | 23  | 25  | 27  | 29  | 31   |
| Pro Vercelli | 1  | 3  | 5  | 7  | 9  | 10 | 11 | 13 | 15 | 17  | 19  | 21  | 21  | 21  | 22  | 22  | 22  | 24  | 30   |
| Torino       | 1  | 1  | 3  | 5  | 7  | 8  | 10 | 12 | 14 | 14  | 14  | 16  | 18  | 20  | 22  | 22  | 24  | 26  | 26   |
| Alessandria  | 1  | 2  | 4  | 4  | 4  | 4  | 6  | 8  | 8  | 8   | 10  | 11  | 13  | 13  | 13  | 13  | 15  | 15  | 19   |
| Doria        | 2  | 2  | 2  | 2  | 4  | 4  | 4  | 4  | 4  | 6   | 6   | 7   | 7   | 7   | 9   | 11  | 11  | 11  | 14   |
| Piemonte     | 2  | 4  | 4  | 4  | 6  | 6  | 6  | 8  | 8  | 9   | 9   | 9   | 9   | 9   | 10  | 10  | 10  | 10  | 10   |
| Savonese     | 0  | 0  | 0  | 2  | 2  | 2  | 2  | 2  | 3  | 3   | 3   | 3   | 3   | 5   | 6   | 6   | 8   | 8   | 9    |
| Vigor        | 0  | 1  | 1  | 1  | 1  | 1  | 3  | 3  | 3  | 3   | 3   | 3   | 3   | 3   | 3   | 5   | 5   | 7   | 8    |
| Liguria      | 0  | 0  | 0  | 0  | 0  | 0  | 0  | 0  | 0  | 1   | 1   | 1   | 1   | 1   | 1   | 1   | 1   | 1   | 2    |

### Sezione lombarda

#### Squadre partecipanti
Gestita dal Comitato Regionale Lombardo avente sede a Milano.

| Club                | Stagione | Città  | Stadio                                                         | Stagione precedente                                    |
| ------------------- | -------- | ------ | -------------------------------------------------------------- | ------------------------------------------------------ |
| Como                | dettagli | Como   | Campo di via dei Mille                                         | 5º posto nella Promozione lombarda                     |
| Inter               | dettagli | Milano | Campo di via Goldoni                                           | 3º posto nel girone lombardo-ligure di Prima Categoria |
| Juventus            | dettagli | Torino | Stadio di Corso Sebastopoli                                    | 6º posto nel girone piemontese di Prima Categoria      |
| Juventus Italia     | dettagli | Milano | Campo di via Ravizza                                           | 2º posto nella Promozione lombarda                     |
| Milan               | dettagli | Milano | Campo Milan di Porta Monforte, Arena Civica Velodromo Sempione | 3º posto nelle finali di Prima Categoria               |
| AC Milanese         | dettagli | Milano | Campo di via Monte Rosa                                        | 3º posto nella Promozione lombarda                     |
| US Milanese         | dettagli | Milano | Campo di via Stelvio                                           | 5º posto nel girone lombardo-ligure di Prima Categoria |
| Nazionale Lombardia | dettagli | Milano | Campo della Baggina                                            | 1º posto nella Promozione lombarda                     |
| Novara              | dettagli | Novara | Campo di via Lombroso                                          | 5º posto nel girone piemontese di Prima Categoria      |
| Racing Libertas     | dettagli | Milano | Campo di via Bersaglio                                         | 6º posto nel girone lombardo-ligure di Prima Categoria |

#### Classifica finale
|  | Pos. | Squadra             | Pt | G  | V  | N | P  | GF | GS |
|  | ---- | ------------------- | -- | -- | -- | - | -- | -- | -- |
|  | 1.   | Inter               | 31 | 18 | 15 | 1 | 2  | 91 | 25 |
|  | 2.   | Juventus            | 28 | 18 | 13 | 2 | 3  | 67 | 24 |
|  | 3.   | Milan               | 26 | 18 | 11 | 4 | 3  | 58 | 19 |
|  | 4.   | US Milanese         | 21 | 18 | 8  | 5 | 5  | 32 | 23 |
|  | 5.   | Novara              | 19 | 18 | 9  | 1 | 8  | 43 | 32 |
|  | 6.   | Nazionale Lombardia | 18 | 18 | 8  | 2 | 8  | 45 | 53 |
|  | 7.   | Racing Libertas     | 14 | 18 | 6  | 2 | 10 | 26 | 58 |
|  | 8.   | Juventus Italia     | 11 | 18 | 4  | 3 | 11 | 14 | 48 |
|  | 9.   | Como                | 7  | 18 | 2  | 3 | 13 | 17 | 58 |
|  | 10.  | AC Milanese         | 5  | 18 | 1  | 3 | 14 | 23 | 76 |

Legenda:
      Ammessa al girone nazionale.
      Retrocessa in Promozione 1914-1915.
Regolamento:
Due punti a vittoria, uno a pareggio, zero a sconfitta.
In caso di pari punti per le squadre era in vigore il pari merito.
Note:
L'AC Milanese è stato poi ripescato per allargamento del campionato.

#### Risultati

##### Tabellone
|                     | AMC  | COM  | INT  | JUV  | JUI  | MIL  | NLO  | NOV  | RAC  | USM  |
| ------------------- | ---- | ---- | ---- | ---- | ---- | ---- | ---- | ---- | ---- | ---- |
| AC Milanese         | –––– | 8-3  | 1-1  | 1-1  | 1-1  | 1-6  | 3-5  | 0-3  | 0-3  | 0-8  |
| Como                | 2-1  | –––– | 1-5  | 1-3  | 1-0  | 0-4  | 2-3  | 0-3  | 1-1  | 0-2  |
| Inter               | 15-0 | 5-1  | –––– | 6-1  | 5-0  | 5-2  | 9-1  | 1-3  | 5-2  | 3-1  |
| Juventus            | 6-1  | 9-0  | 7-2  | –––– | 6-0  | 2-1  | 5-0  | 1-3  | 3-1  | 4-0  |
| Juventus Italia     | 2-0  | 1-1  | 0-4  | 1-2  | –––– | 0-6  | 1-4  | 2-1  | 2-0  | 1-0  |
| Milan               | 6-1  | 4-0  | 0-1  | 3-1  | 3-1  | –––– | 2-2  | 2-0  | 1-1  | 1-1  |
| Nazionale Lombardia | 6-2  | 3-1  | 0-8  | 2-3  | 1-1  | 1-5  | –––– | 2-0  | 3-1  | 2-3  |
| Novara              | 5-2  | 3-1  | 2-3  | 2-8  | 5-0  | 0-4  | 3-0  | –––– | 7-0  | 1-1  |
| Racing Libertas     | 2-1  | 3-2  | 3-8  | 0-5  | 2-0  | 1-7  | 2-9  | 2-1  | –––– | 2-1  |
| US Milanese         | 1-0  | 0-0  | 0-5  | 0-0  | 6-1  | 1-1  | 2-1  | 3-1  | 2-0  | –––– |

##### Calendario
| andata (1ª) | andata (1ª) | Prima giornata                      | ritorno (10ª) | ritorno (10ª) |
|             |             |                                     |               |               |
| 12 ott.     | 0-4         | Novara-Milan                        | 0-2           | 21 dic.       |
| 12 ott.     | 1-5         | Como-Inter                          | 1-5           | 8 mar.        |
| 12 ott.     | 1-1         | Nazionale Lombardia-Juventus Italia | 4-1           | 21 dic.       |
| 12 ott.     | 3-1         | Juventus-Racing Libertas            | 5-0           | 21 dic.       |
| 12 ott.     | 0-8         | AC Milanese-US Milanese             | 0-1           | 21 dic.       |

| andata (2ª) | andata (2ª) | Seconda giornata            | ritorno (11ª) | ritorno (11ª) |
|             |             |                             |               |               |
| 19 ott.     | 4-0         | Milan-Como                  | 4-0           | 28 dic.       |
| 19 ott.     | 3-1         | US Milanese-Novara          | 1-1           | 28 dic.       |
| 19 ott.     | 9-1         | Inter-Nazionale Lombardia   | 8-0           | 28 dic.       |
| 19 ott.     | 1-2         | Juventus Italia-Juventus    | 0-6           | 28 dic.       |
| 19 ott.     | 2-1         | Racing Libertas-AC Milanese | 3-0           | 28 dic.       |

| andata (1ª) | andata (1ª) | Prima giornata                      | ritorno (10ª) | ritorno (10ª) |
|             |             |                                     |               |               |
| 12 ott.     | 0-4         | Novara-Milan                        | 0-2           | 21 dic.       |
| 12 ott.     | 1-5         | Como-Inter                          | 1-5           | 8 mar.        |
| 12 ott.     | 1-1         | Nazionale Lombardia-Juventus Italia | 4-1           | 21 dic.       |
| 12 ott.     | 3-1         | Juventus-Racing Libertas            | 5-0           | 21 dic.       |
| 12 ott.     | 0-8         | AC Milanese-US Milanese             | 0-1           | 21 dic.       |

| andata (2ª) | andata (2ª) | Seconda giornata            | ritorno (11ª) | ritorno (11ª) |
|             |             |                             |               |               |
| 19 ott.     | 4-0         | Milan-Como                  | 4-0           | 28 dic.       |
| 19 ott.     | 3-1         | US Milanese-Novara          | 1-1           | 28 dic.       |
| 19 ott.     | 9-1         | Inter-Nazionale Lombardia   | 8-0           | 28 dic.       |
| 19 ott.     | 1-2         | Juventus Italia-Juventus    | 0-6           | 28 dic.       |
| 19 ott.     | 2-1         | Racing Libertas-AC Milanese | 3-0           | 28 dic.       |

| andata (3ª) | andata (3ª) | Terza giornata                  | ritorno (12ª) | ritorno (12ª) |
|             |             |                                 |               |               |
| 2 nov.      | 3-1         | Milan-Juventus                  | 1-2           | 25 gen.       |
| 2 nov.      | 3-0         | Novara-Nazionale Lombardia      | 0-2           | 25 gen.       |
| 2 nov.      | 0-2         | Como-US Milanese                | 0-0           | 25 gen.       |
| 2 nov.      | 15-0        | Inter-AC Milanese               | 1-1           | 25 gen.       |
| 2 nov.      | 2-0         | Juventus Italia-Racing Libertas | 0-2           | 25 gen.       |

| andata (4ª) | andata (4ª) | Quarta giornata             | ritorno (13ª) | ritorno (13ª) |
|             |             |                             |               |               |
| 9 nov.      | 1-6         | AC Milanese-Milan           | 1-6           | 1 feb.        |
| 9 nov.      | 1-3         | Juventus-Novara             | 8-2           | 1 feb.        |
| 9 nov.      | 3-1         | Nazionale Lombardia-Como    | 3-2           | 1 feb.        |
| 9 nov.      | 3-8         | Racing Libertas-Inter       | 2-5           | 1 feb.        |
| 9 nov.      | 1-0         | Juventus Italia-US Milanese | 1-6           | 1 feb.        |

| andata (3ª) | andata (3ª) | Terza giornata                  | ritorno (12ª) | ritorno (12ª) |
|             |             |                                 |               |               |
| 2 nov.      | 3-1         | Milan-Juventus                  | 1-2           | 25 gen.       |
| 2 nov.      | 3-0         | Novara-Nazionale Lombardia      | 0-2           | 25 gen.       |
| 2 nov.      | 0-2         | Como-US Milanese                | 0-0           | 25 gen.       |
| 2 nov.      | 15-0        | Inter-AC Milanese               | 1-1           | 25 gen.       |
| 2 nov.      | 2-0         | Juventus Italia-Racing Libertas | 0-2           | 25 gen.       |

| andata (4ª) | andata (4ª) | Quarta giornata             | ritorno (13ª) | ritorno (13ª) |
|             |             |                             |               |               |
| 9 nov.      | 1-6         | AC Milanese-Milan           | 1-6           | 1 feb.        |
| 9 nov.      | 1-3         | Juventus-Novara             | 8-2           | 1 feb.        |
| 9 nov.      | 3-1         | Nazionale Lombardia-Como    | 3-2           | 1 feb.        |
| 9 nov.      | 3-8         | Racing Libertas-Inter       | 2-5           | 1 feb.        |
| 9 nov.      | 1-0         | Juventus Italia-US Milanese | 1-6           | 1 feb.        |

| andata (5ª) | andata (5ª) | Quinta giornata                 | ritorno (14ª) | ritorno (14ª) |
|             |             |                                 |               |               |
| 16 nov.     | 1-1         | Milan-Racing Libertas           | 7-1           | 8 feb.        |
| 16 nov.     | 5-2         | Novara-AC Milanese              | 3-0           | 22 mar.       |
| 16 nov.     | 1-3         | Como-Juventus                   | 0-9           | 8 feb.        |
| 16 nov.     | 2-3         | Nazionale Lombardia-US Milanese | 1-2           | 8 feb.        |
| 16 nov.     | 5-0         | Inter-Juventus Italia           | 4-0           | 8 feb.        |

| andata (6ª) | andata (6ª) | Sesta giornata               | ritorno (15ª) | ritorno (15ª) |
|             |             |                              |               |               |
| 23 nov.     | 0-6         | Juventus Italia-Milan        | 1-3           | 15 feb.       |
| 23 nov.     | 2-1         | Racing Libertas-Novara       | 0-7           | 15 feb.       |
| 23 nov.     | 8-3         | AC Milanese-Como             | 1-2           | 15 feb.       |
| 23 nov.     | 5-0         | Juventus-Nazionale Lombardia | 3-2           | 15 feb.       |
| 23 nov.     | 0-5         | US Milanese-Inter            | 1-3           | 15 feb.       |

| andata (5ª) | andata (5ª) | Quinta giornata                 | ritorno (14ª) | ritorno (14ª) |
|             |             |                                 |               |               |
| 16 nov.     | 1-1         | Milan-Racing Libertas           | 7-1           | 8 feb.        |
| 16 nov.     | 5-2         | Novara-AC Milanese              | 3-0           | 22 mar.       |
| 16 nov.     | 1-3         | Como-Juventus                   | 0-9           | 8 feb.        |
| 16 nov.     | 2-3         | Nazionale Lombardia-US Milanese | 1-2           | 8 feb.        |
| 16 nov.     | 5-0         | Inter-Juventus Italia           | 4-0           | 8 feb.        |

| andata (6ª) | andata (6ª) | Sesta giornata               | ritorno (15ª) | ritorno (15ª) |
|             |             |                              |               |               |
| 23 nov.     | 0-6         | Juventus Italia-Milan        | 1-3           | 15 feb.       |
| 23 nov.     | 2-1         | Racing Libertas-Novara       | 0-7           | 15 feb.       |
| 23 nov.     | 8-3         | AC Milanese-Como             | 1-2           | 15 feb.       |
| 23 nov.     | 5-0         | Juventus-Nazionale Lombardia | 3-2           | 15 feb.       |
| 23 nov.     | 0-5         | US Milanese-Inter            | 1-3           | 15 feb.       |

| andata (7ª) | andata (7ª) | Settima giornata                | ritorno (16ª) | ritorno (16ª) |
|             |             |                                 |               |               |
| 30 nov.     | 0-1         | Milan-Inter                     | 2-5           | 22 feb.       |
| 30 nov.     | 5-0         | Novara-Juventus Italia          | 1-2           | 22 feb.       |
| 30 nov.     | 1-1         | Como-Racing Libertas            | 2-3           | 22 feb.       |
| 30 nov.     | 6-2         | Nazionale Lombardia-AC Milanese | 5-3           | 22 feb.       |
| 30 nov.     | 4-0         | Juventus-US Milanese            | 0-0           | 22 feb.       |

| andata (8ª) | andata (8ª) | Ottava giornata                     | ritorno (17ª) | ritorno (17ª) |
|             |             |                                     |               |               |
| 7 dic.      | 1-1         | US Milanese-Milan                   | 1-1           | 1 mar.        |
| 7 dic.      | 1-3         | Inter-Novara                        | 3-2           | 1 mar.        |
| 7 dic.      | 1-1         | Juventus Italia-Como                | 0-1           | 1 mar.        |
| 1 mar.      | 2-9         | Racing Libertas-Nazionale Lombardia | 1-3           | 7 dic.        |
| 7 dic.      | 1-1         | AC Milanese-Juventus                | 1-6           | 1 mar.        |

| andata (7ª) | andata (7ª) | Settima giornata                | ritorno (16ª) | ritorno (16ª) |
|             |             |                                 |               |               |
| 30 nov.     | 0-1         | Milan-Inter                     | 2-5           | 22 feb.       |
| 30 nov.     | 5-0         | Novara-Juventus Italia          | 1-2           | 22 feb.       |
| 30 nov.     | 1-1         | Como-Racing Libertas            | 2-3           | 22 feb.       |
| 30 nov.     | 6-2         | Nazionale Lombardia-AC Milanese | 5-3           | 22 feb.       |
| 30 nov.     | 4-0         | Juventus-US Milanese            | 0-0           | 22 feb.       |

| andata (8ª) | andata (8ª) | Ottava giornata                     | ritorno (17ª) | ritorno (17ª) |
|             |             |                                     |               |               |
| 7 dic.      | 1-1         | US Milanese-Milan                   | 1-1           | 1 mar.        |
| 7 dic.      | 1-3         | Inter-Novara                        | 3-2           | 1 mar.        |
| 7 dic.      | 1-1         | Juventus Italia-Como                | 0-1           | 1 mar.        |
| 1 mar.      | 2-9         | Racing Libertas-Nazionale Lombardia | 1-3           | 7 dic.        |
| 7 dic.      | 1-1         | AC Milanese-Juventus                | 1-6           | 1 mar.        |

| \| andata (9ª) \| andata (9ª) \| Nona giornata \| ritorno (18ª) \| ritorno (18ª) \| \| \| \| \| \| \| \| 14 dic. \| 1-5 \| Nazionale Lombardia-Milan \| 2-2 \| 4 gen. \| \| 14 dic. \| 0-3 \| Como-Novara[17] \| 1-3 \| 4 gen. \| \| 14 dic. \| 7-2 \| Juventus-Inter \| 1-6 \| 4 gen. \| \| 14 dic. \| 1-1 \| AC Milanese-Juventus Italia \| 0-2 \| 4 gen. \| \| 14 dic. \| 2-0 \| US Milanese-Racing Libertas \| 1-2 \| 4 gen. \| |             |                             |               |               |
| andata (9ª) | andata (9ª) | Nona giornata               | ritorno (18ª) | ritorno (18ª) |
| |             |                             |               |               |
| 14 dic. | 1-5         | Nazionale Lombardia-Milan   | 2-2           | 4 gen.        |
| 14 dic. | 0-3         | Como-Novara                 | 1-3           | 4 gen.        |
| 14 dic. | 7-2         | Juventus-Inter              | 1-6           | 4 gen.        |
| 14 dic. | 1-1         | AC Milanese-Juventus Italia | 0-2           | 4 gen.        |
| 14 dic. | 2-0         | US Milanese-Racing Libertas | 1-2           | 4 gen.        |

| andata (9ª) | andata (9ª) | Nona giornata               | ritorno (18ª) | ritorno (18ª) |
|             |             |                             |               |               |
| 14 dic.     | 1-5         | Nazionale Lombardia-Milan   | 2-2           | 4 gen.        |
| 14 dic.     | 0-3         | Como-Novara                 | 1-3           | 4 gen.        |
| 14 dic.     | 7-2         | Juventus-Inter              | 1-6           | 4 gen.        |
| 14 dic.     | 1-1         | AC Milanese-Juventus Italia | 0-2           | 4 gen.        |
| 14 dic.     | 2-0         | US Milanese-Racing Libertas | 1-2           | 4 gen.        |

#### Statistiche

##### Squadre

###### Classifica in divenire
|                     | 1ª | 2ª | 3ª | 4ª | 5ª | 6ª | 7ª | 8ª | 9ª | 10ª | 11ª | 12ª | 13ª | 14ª | 15ª | 16ª | 17ª | 18ª | Rec. |
|                     |    |    |    |    |    |    |    |    |    |     |     |     |     |     |     |     |     |     |      |
| ------------------- | -- | -- | -- | -- | -- | -- | -- | -- | -- | --- | --- | --- | --- | --- | --- | --- | --- | --- | ---- |
| AMC Milanese        | 0  | 0  | 0  | 0  | 0  | 2  | 2  | 3  | 3  | 3   | 3   | 4   | 5   | 5   | 5   | 5   | 5   | 5   | 5    |
| Como                | 0  | 0  | 0  | 0  | 0  | 0  | 1  | 2  | 2  | 2   | 2   | 2   | 3   | 3   | 3   | 5   | 5   | 7   | 7    |
| Inter               | 2  | 4  | 6  | 8  | 10 | 12 | 14 | 14 | 14 | 14  | 16  | 18  | 19  | 21  | 23  | 25  | 27  | 29  | 31   |
| Juventus            | 2  | 4  | 4  | 4  | 6  | 8  | 10 | 11 | 13 | 15  | 17  | 17  | 19  | 21  | 23  | 25  | 26  | 28  | 28   |
| Juventus Italia     | 1  | 1  | 3  | 3  | 3  | 3  | 3  | 4  | 6  | 6   | 6   | 7   | 9   | 9   | 9   | 9   | 11  | 11  | 11   |
| Milan               | 2  | 4  | 6  | 8  | 9  | 11 | 11 | 12 | 14 | 14  | 16  | 17  | 17  | 19  | 21  | 23  | 23  | 24  | 26   |
| Nazionale Lombardia | 1  | 1  | 1  | 3  | 3  | 3  | 5  | 7  | 7  | 9   | 9   | 10  | 10  | 12  | 12  | 12  | 14  | 16  | 18   |
| Novara              | 0  | 0  | 2  | 4  | 6  | 6  | 8  | 10 | 12 | 12  | 13  | 15  | 15  | 15  | 15  | 17  | 17  | 17  | 19   |
| Racing Libertas     | 0  | 2  | 4  | 4  | 5  | 7  | 8  | 8  | 8  | 8   | 10  | 12  | 12  | 12  | 12  | 12  | 14  | 14  | 14   |
| US Milanese         | 2  | 4  | 6  | 6  | 8  | 8  | 8  | 9  | 11 | 13  | 14  | 14  | 15  | 17  | 19  | 19  | 20  | 21  | 21   |

### Sezione veneto-emiliana

#### Squadre partecipanti
Gestito dal Comitato Regionale Veneto-emiliano avente sede a Venezia.

| Club              | Stagione | Città   | Stadio                                | Stagione precedente                                               |
| ----------------- | -------- | ------- | ------------------------------------- | ----------------------------------------------------------------- |
| Bologna           | dettagli | Bologna | Stadio Sterlino                       | 5º posto nel girone veneto-emiliano di Prima Categoria            |
| Brescia           | dettagli | Brescia | Campo Fiera                           | 7º posto nella Promozione lombarda                                |
| Hellas            | dettagli | Verona  | Stadio Marcantonio Bentegodi          | 6º posto nelle finali di Prima Categoria                          |
| Modena            | dettagli | Modena  | Campo dell’ex Velodromo-Piazza d’Armi | 6º posto nel girone veneto-emiliano di Prima Categoria, ripescato |
| Petrarca          | dettagli | Padova  | Stadio Tre Pini                       | 1º posto nella Promozione veneta, promosso                        |
| Udine             | dettagli | Udine   | Campo di viale Venezia                | 2º posto nella Promozione veneta, promossa                        |
| Venezia           | dettagli | Venezia | Campo Sant'Elena                      | 3º posto nel girone veneto-emiliano di Prima Categoria            |
| Vicenza           | dettagli | Vicenza | Campo di Borgo Casale                 | 5º posto nelle finali di Prima Categoria                          |
| Volontari Venezia | dettagli | Venezia | Campo Sant'Elena                      | 4º posto nel girone veneto-emiliano di Prima Categoria            |

#### Classifica finale
|  | Pos. | Squadra           | Pt | G  | V  | N | P  | GF | GS |
|  | ---- | ----------------- | -- | -- | -- | - | -- | -- | -- |
|  | 1.   | Vicenza           | 27 | 16 | 12 | 3 | 1  | 59 | 6  |
|  | 2.   | Hellas            | 27 | 16 | 13 | 1 | 2  | 52 | 18 |
|  | 3.   | Modena            | 19 | 16 | 9  | 1 | 6  | 28 | 36 |
|  | 4.   | Venezia           | 18 | 16 | 7  | 4 | 5  | 44 | 19 |
|  | 5.   | Bologna           | 16 | 16 | 6  | 4 | 6  | 29 | 35 |
|  | 6.   | Brescia           | 14 | 16 | 6  | 2 | 8  | 33 | 40 |
|  | 7.   | Petrarca          | 13 | 16 | 5  | 3 | 8  | 27 | 39 |
|  | 8.   | Volontari Venezia | 6  | 16 | 3  | 0 | 13 | 19 | 66 |
|  | 9.   | Udine             | 4  | 16 | 1  | 2 | 13 | 21 | 53 |

Legenda:
      Ammessa al girone nazionale.
      Retrocessa in Promozione 1914-1915.
Regolamento:
Due punti a vittoria, uno a pareggio, zero a sconfitta.
In caso di pari punti per le squadre era in vigore il pari merito.
Note:
L'Udine è stato poi riammesso a causa dello scioglimento del Volontari Venezia.

#### Risultati

##### Tabellone
|                   | BOL  | BRE  | HEL  | MOD  | PET  | UDI  | VEN  | VIC  | VOL  |
| ----------------- | ---- | ---- | ---- | ---- | ---- | ---- | ---- | ---- | ---- |
| Bologna           | –––– | 1-1  | 3-1  | 1-1  | 3-0  | 3-1  | 2-0  | 0-2  | 3-0  |
| Brescia           | 3-1  | –––– | 2-5  | 3-4  | 0-0  | 2-1  | 5-1  | 0-4  | 7-0  |
| Hellas            | 8-2  | 4-0  | –––– | 3-0  | 3-1  | 3-1  | 1-1  | 3-1  | 10-0 |
| Modena            | 2-0  | 4-2  | 1-2  | –––– | 2-1  | 5-1  | 2-0  | 0-4  | 2-0  |
| Petrarca          | 2-2  | 1-2  | 2-4  | 2-0  | –––– | 6-3  | 4-3  | 0-4  | 4-1  |
| Udine             | 2-2  | 5-1  | 0-2  | 1-2  | 0-2  | –––– | 0-7  | 1-1  | 4-5  |
| Venezia           | 4-1  | 2-0  | 0-1  | 10-0 | 1-1  | 5-0  | –––– | 1-1  | 2-0  |
| Vicenza           | 6-0  | 6-0  | 4-0  | 4-0  | 5-0  | 5-0  | 1-1  | –––– | 6-0  |
| Volontari Venezia | 2-5  | 1-5  | 0-2  | 2-3  | 6-1  | 2-1  | 0-6  | 0-5  | –––– |

##### Calendario
| andata (1ª) | andata (1ª)               | Prima giornata   | ritorno (10ª) | ritorno (10ª) |
|             |                           |                  |               |               |
| 12 ott.     | 5-0                       | Vicenza-Udine    | 1-1           | 21 dic.       |
| 12 ott.     | 2-0                       | Modena-Venezia   | 0-10          | 21 dic.       |
| 12 ott.     | 2-2                       | Petrarca-Bologna | 0-3           | 21 dic.       |
| 12 ott.     | 4-0                       | Hellas-Brescia   | 5-2           | 21 dic.       |
| 12 ott.     | Riposa: Volontari Venezia |                  |               | 21 dic.       |

| andata (2ª) | andata (2ª)   | Seconda giornata          | ritorno (11ª) | ritorno (11ª) |
|             |               |                           |               |               |
| 19 ott.     | 4-0           | Vicenza-Modena            | 4-0           | 28 dic.       |
| 19 ott.     | 4-3           | Petrarca-Venezia          | 1-1           | 28 dic.       |
| 19 ott.     | 1-5           | Volontari Venezia-Brescia | 0-7           | 28 dic.       |
| 19 ott.     | 8-2           | Hellas-Bologna            | 1-3           | 28 dic.       |
| 19 ott.     | Riposa: Udine |                           |               | 28 dic.       |

| andata (1ª) | andata (1ª)               | Prima giornata   | ritorno (10ª) | ritorno (10ª) |
|             |                           |                  |               |               |
| 12 ott.     | 5-0                       | Vicenza-Udine    | 1-1           | 21 dic.       |
| 12 ott.     | 2-0                       | Modena-Venezia   | 0-10          | 21 dic.       |
| 12 ott.     | 2-2                       | Petrarca-Bologna | 0-3           | 21 dic.       |
| 12 ott.     | 4-0                       | Hellas-Brescia   | 5-2           | 21 dic.       |
| 12 ott.     | Riposa: Volontari Venezia |                  |               | 21 dic.       |

| andata (2ª) | andata (2ª)   | Seconda giornata          | ritorno (11ª) | ritorno (11ª) |
|             |               |                           |               |               |
| 19 ott.     | 4-0           | Vicenza-Modena            | 4-0           | 28 dic.       |
| 19 ott.     | 4-3           | Petrarca-Venezia          | 1-1           | 28 dic.       |
| 19 ott.     | 1-5           | Volontari Venezia-Brescia | 0-7           | 28 dic.       |
| 19 ott.     | 8-2           | Hellas-Bologna            | 1-3           | 28 dic.       |
| 19 ott.     | Riposa: Udine |                           |               | 28 dic.       |

| andata (3ª) | andata (3ª)     | Terza giornata           | ritorno (12ª) | ritorno (12ª) |
|             |                 |                          |               |               |
| 1 nov.      | 0-7             | Udine-Venezia            | 0-5           | 18 gen.       |
| 1 nov.      | 6-0             | Vicenza-Bologna          | 2-0           | 8 mar.        |
| 1 nov.      | 2-3             | Volontari Venezia-Modena | 0-2           | 1 mar.        |
| 1 nov.      | 2-4             | Petrarca-Hellas          | 1-3           | 18 gen.       |
| 1 nov.      | Riposa: Brescia |                          |               | 18 gen.       |

| andata (4ª) | andata (4ª)     | Quarta giornata           | ritorno (13ª) | ritorno (13ª) |
|             |                 |                           |               |               |
| 8 nov.      | 0-2             | Udine-Petrarca            | 3-6           | 1 mar.        |
| 8 nov.      | 0-5             | Volontari Venezia-Vicenza | 0-6           | 25 gen.       |
| 8 nov.      | 3-4             | Brescia-Modena            | 2-4           | 8 mar.        |
| 8 nov.      | 1-1             | Hellas-Venezia            | 1-0           | 25 gen.       |
| 8 nov.      | Riposa: Bologna |                           |               |               |

| andata (3ª) | andata (3ª)     | Terza giornata           | ritorno (12ª) | ritorno (12ª) |
|             |                 |                          |               |               |
| 1 nov.      | 0-7             | Udine-Venezia            | 0-5           | 18 gen.       |
| 1 nov.      | 6-0             | Vicenza-Bologna          | 2-0           | 8 mar.        |
| 1 nov.      | 2-3             | Volontari Venezia-Modena | 0-2           | 1 mar.        |
| 1 nov.      | 2-4             | Petrarca-Hellas          | 1-3           | 18 gen.       |
| 1 nov.      | Riposa: Brescia |                          |               | 18 gen.       |

| andata (4ª) | andata (4ª)     | Quarta giornata           | ritorno (13ª) | ritorno (13ª) |
|             |                 |                           |               |               |
| 8 nov.      | 0-2             | Udine-Petrarca            | 3-6           | 1 mar.        |
| 8 nov.      | 0-5             | Volontari Venezia-Vicenza | 0-6           | 25 gen.       |
| 8 nov.      | 3-4             | Brescia-Modena            | 2-4           | 8 mar.        |
| 8 nov.      | 1-1             | Hellas-Venezia            | 1-0           | 25 gen.       |
| 8 nov.      | Riposa: Bologna |                           |               |               |

| andata (5ª) | andata (5ª)      | Quinta giornata         | ritorno (14ª) | ritorno (14ª) |
|             |                  |                         |               |               |
| 25 nov.     | 4-5              | Udine-Volontari Venezia | 1-2           | 1 feb.        |
| 25 nov.     | 6-0              | Vicenza-Brescia         | 4-0           | 1 feb.        |
| 25 nov.     | 1-2              | Modena-Hellas           | 0-3           | 1 feb.        |
| 25 nov.     | 4-1              | Venezia-Bologna         | 0-2           | 1 feb.        |
| 25 nov.     | Riposa: Petrarca |                         |               | 1 feb.        |

| andata (6ª) | andata (6ª)     | Sesta giornata             | ritorno (15ª) | ritorno (15ª) |
|             |                 |                            |               |               |
| 23 nov.     | 2-1             | Brescia-Udine              | 1-5           | 8 feb.        |
| 23 nov.     | 4-0             | Vicenza-Hellas             | 1-3           | 8 feb.        |
| 23 nov.     | 1-1             | Bologna-Modena             | 0-2           | 15 mar.       |
| 23 nov.     | 6-1             | Volontari Venezia-Petrarca | 1-4           | 8 feb.        |
| 23 nov.     | Riposa: Venezia |                            |               | 8 feb.        |

| andata (5ª) | andata (5ª)      | Quinta giornata         | ritorno (14ª) | ritorno (14ª) |
|             |                  |                         |               |               |
| 25 nov.     | 4-5              | Udine-Volontari Venezia | 1-2           | 1 feb.        |
| 25 nov.     | 6-0              | Vicenza-Brescia         | 4-0           | 1 feb.        |
| 25 nov.     | 1-2              | Modena-Hellas           | 0-3           | 1 feb.        |
| 25 nov.     | 4-1              | Venezia-Bologna         | 0-2           | 1 feb.        |
| 25 nov.     | Riposa: Petrarca |                         |               | 1 feb.        |

| andata (6ª) | andata (6ª)     | Sesta giornata             | ritorno (15ª) | ritorno (15ª) |
|             |                 |                            |               |               |
| 23 nov.     | 2-1             | Brescia-Udine              | 1-5           | 8 feb.        |
| 23 nov.     | 4-0             | Vicenza-Hellas             | 1-3           | 8 feb.        |
| 23 nov.     | 1-1             | Bologna-Modena             | 0-2           | 15 mar.       |
| 23 nov.     | 6-1             | Volontari Venezia-Petrarca | 1-4           | 8 feb.        |
| 23 nov.     | Riposa: Venezia |                            |               | 8 feb.        |

| andata (7ª) | andata (7ª)    | Settima giornata          | ritorno (16ª) | ritorno (16ª) |
|             |                |                           |               |               |
| 30 nov.     | 0-2            | Udine-Hellas              | 1-3           | 15 feb.       |
| 30 nov.     | 2-0            | Venezia-Volontari Venezia | 6-0           | 15 feb.       |
| 30 nov.     | 1-1            | Bologna-Brescia           | 1-3           | 15 feb.       |
| 30 nov.     | 0-4            | Petrarca-Vicenza          | 0-5           | 15 feb.       |
| 30 nov.     | Riposa: Modena |                           |               | 15 feb.       |

| andata (8ª) | andata (8ª)     | Ottava giornata          | ritorno (17ª) | ritorno (17ª) |
|             |                 |                          |               |               |
| 7 dic.      | 2-2             | Udine-Bologna            | 1-3           | 22 feb.       |
| 7 dic.      | 2-1             | Modena-Petrarca          | 0-2           | 22 feb.       |
| 7 dic.      | 2-0             | Venezia-Brescia          | 1-5           | 22 feb.       |
| 7 dic.      | 10-0            | Hellas-Volontari Venezia | 2-0           | 22 feb.       |
| 7 dic.      | Riposa: Vicenza |                          |               | 22 feb.       |

| andata (7ª) | andata (7ª)    | Settima giornata          | ritorno (16ª) | ritorno (16ª) |
|             |                |                           |               |               |
| 30 nov.     | 0-2            | Udine-Hellas              | 1-3           | 15 feb.       |
| 30 nov.     | 2-0            | Venezia-Volontari Venezia | 6-0           | 15 feb.       |
| 30 nov.     | 1-1            | Bologna-Brescia           | 1-3           | 15 feb.       |
| 30 nov.     | 0-4            | Petrarca-Vicenza          | 0-5           | 15 feb.       |
| 30 nov.     | Riposa: Modena |                           |               | 15 feb.       |

| andata (8ª) | andata (8ª)     | Ottava giornata          | ritorno (17ª) | ritorno (17ª) |
|             |                 |                          |               |               |
| 7 dic.      | 2-2             | Udine-Bologna            | 1-3           | 22 feb.       |
| 7 dic.      | 2-1             | Modena-Petrarca          | 0-2           | 22 feb.       |
| 7 dic.      | 2-0             | Venezia-Brescia          | 1-5           | 22 feb.       |
| 7 dic.      | 10-0            | Hellas-Volontari Venezia | 2-0           | 22 feb.       |
| 7 dic.      | Riposa: Vicenza |                          |               | 22 feb.       |

| \| andata (9ª) \| andata (9ª) \| Nona giornata \| ritorno (18ª) \| ritorno (18ª) \| \| \| \| \| \| \| \| 14 dic. \| 1-2 \| Udine-Modena \| 1-5 \| 4 gen. \| \| 14 dic. \| 1-1 \| Venezia-Vicenza \| 1-1 \| 4 gen. \| \| 14 dic. \| 1-2 \| Petrarca-Brescia \| 0-0 \| 4 gen. \| \| 14 dic. \| 3-0 \| Bologna-Volontari Venezia \| 5-2 \| 4 gen. \| \| 14 dic. \| Riposa: Hellas \| \| \| 4 gen. \| |                |                           |               |               |
| andata (9ª) | andata (9ª)    | Nona giornata             | ritorno (18ª) | ritorno (18ª) |
| |                |                           |               |               |
| 14 dic. | 1-2            | Udine-Modena              | 1-5           | 4 gen.        |
| 14 dic. | 1-1            | Venezia-Vicenza           | 1-1           | 4 gen.        |
| 14 dic. | 1-2            | Petrarca-Brescia          | 0-0           | 4 gen.        |
| 14 dic. | 3-0            | Bologna-Volontari Venezia | 5-2           | 4 gen.        |
| 14 dic. | Riposa: Hellas |                           |               | 4 gen.        |

| andata (9ª) | andata (9ª)    | Nona giornata             | ritorno (18ª) | ritorno (18ª) |
|             |                |                           |               |               |
| 14 dic.     | 1-2            | Udine-Modena              | 1-5           | 4 gen.        |
| 14 dic.     | 1-1            | Venezia-Vicenza           | 1-1           | 4 gen.        |
| 14 dic.     | 1-2            | Petrarca-Brescia          | 0-0           | 4 gen.        |
| 14 dic.     | 3-0            | Bologna-Volontari Venezia | 5-2           | 4 gen.        |
| 14 dic.     | Riposa: Hellas |                           |               | 4 gen.        |

#### Statistiche

##### Squadre

###### Classifica in divenire
|           | 1ª | 2ª | 3ª | 4ª | 5ª | 6ª | 7ª | 8ª | 9ª | 10ª | 11ª | 12ª | 13ª | 14ª | 15ª | 16ª | 17ª | 18ª | Rec. |
|           |    |    |    |    |    |    |    |    |    |     |     |     |     |     |     |     |     |     |      |
| --------- | -- | -- | -- | -- | -- | -- | -- | -- | -- | --- | --- | --- | --- | --- | --- | --- | --- | --- | ---- |
| Vicenza   | 2  | 4  | 6  | 8  | 10 | 12 | 14 | 14 | 15 | 16  | 18  | 19  | 19  | 21  | 23  | 23  | 25  | 25  | 27   |
| Hellas    | 2  | 4  | 6  | 7  | 9  | 9  | 11 | 13 | 13 | 15  | 15  | 15  | 17  | 19  | 21  | 23  | 25  | 27  | 27   |
| Modena    | 2  | 2  | 4  | 6  | 6  | 7  | 7  | 9  | 11 | 11  | 11  | 13  | 13  | 13  | 13  | 13  | 13  | 13  | 19   |
| Venezia   | 0  | 0  | 2  | 3  | 5  | 5  | 7  | 7  | 8  | 10  | 11  | 12  | 14  | 14  | 14  | 14  | 16  | 16  | 18   |
| Bologna   | 1  | 1  | 1  | 1  | 1  | 2  | 3  | 4  | 6  | 8   | 10  | 12  | 12  | 12  | 14  | 14  | 14  | 16  | 16   |
| Brescia   | 0  | 2  | 2  | 2  | 4  | 4  | 5  | 5  | 7  | 7   | 9   | 10  | 10  | 10  | 10  | 10  | 12  | 14  | 14   |
| Petrarca  | 1  | 3  | 3  | 5  | 5  | 5  | 5  | 5  | 5  | 5   | 6   | 7   | 7   | 7   | 7   | 9   | 9   | 11  | 13   |
| Volontari | 0  | 0  | 0  | 0  | 2  | 4  | 4  | 4  | 4  | 4   | 4   | 4   | 4   | 4   | 6   | 6   | 6   | 6   | 6    |
| Udine     | 0  | 0  | 0  | 0  | 0  | 0  | 0  | 1  | 1  | 1   | 2   | 2   | 2   | 2   | 2   | 4   | 4   | 4   | 4    |

### Girone nazionale

#### Classifica finale
|  | Pos. | Squadra  | Pt | G  | V | N | P  | GF | GS |
|  | ---- | -------- | -- | -- | - | - | -- | -- | -- |
|  | 1.   | Casale   | 16 | 10 | 8 | 0 | 2  | 15 | 6  |
|  | 2.   | Genoa    | 14 | 10 | 6 | 2 | 2  | 22 | 11 |
|  | 3.   | Inter    | 11 | 10 | 4 | 3 | 3  | 22 | 16 |
|  | 4.   | Juventus | 10 | 10 | 4 | 2 | 4  | 18 | 18 |
|  | 5.   | Vicenza  | 9  | 10 | 4 | 1 | 5  | 15 | 19 |
|  | 6.   | Hellas   | 0  | 10 | 0 | 0 | 10 | 6  | 28 |

Legenda:
      Ammessa al finalissima nazionale.
Regolamento:
Due punti a vittoria, uno a pareggio, zero a sconfitta.
In caso di pari punti per le squadre era in vigore il pari merito.

#### Risultati

##### Calendario
| andata (1ª) | andata (1ª) | Prima giornata  | ritorno (6ª) | ritorno (6ª) |
|             |             |                 |              |              |
| 15 mar.     | 1-2         | Genoa-Casale    | 0-2          | 10 mag.      |
| 15 mar.     | 4-1         | Inter-Vicenza   | 5-4          | 10 mag.      |
| 15 mar.     | 1-4         | Hellas-Juventus | 1-4          | 10 mag.      |

| andata (2ª) | andata (2ª) | Seconda giornata | ritorno (7ª) | ritorno (7ª) |
|             |             |                  |              |              |
| 22 mar.     | 2-0         | Casale-Vicenza   | 0-2          | 17 mag.      |
| 22 mar.     | 1-0         | Juventus-Inter   | 2-2          | 17 mag.      |
| 22 mar.     | 3-0         | Genoa-Hellas     | 2-1          | 17 mag.      |

| andata (1ª) | andata (1ª) | Prima giornata  | ritorno (6ª) | ritorno (6ª) |
|             |             |                 |              |              |
| 15 mar.     | 1-2         | Genoa-Casale    | 0-2          | 10 mag.      |
| 15 mar.     | 4-1         | Inter-Vicenza   | 5-4          | 10 mag.      |
| 15 mar.     | 1-4         | Hellas-Juventus | 1-4          | 10 mag.      |

| andata (2ª) | andata (2ª) | Seconda giornata | ritorno (7ª) | ritorno (7ª) |
|             |             |                  |              |              |
| 22 mar.     | 2-0         | Casale-Vicenza   | 0-2          | 17 mag.      |
| 22 mar.     | 1-0         | Juventus-Inter   | 2-2          | 17 mag.      |
| 22 mar.     | 3-0         | Genoa-Hellas     | 2-1          | 17 mag.      |

| andata (3ª) | andata (3ª) | Terza giornata   | ritorno (8ª) | ritorno (8ª) |
|             |             |                  |              |              |
| 19 apr.     | 1-2         | Hellas-Casale    | 0-2          | 31 mag.      |
| 19 apr.     | 2-2         | Inter-Genoa      | 1-1          | 31 mag.      |
| 19 apr.     | 2-1         | Vicenza-Juventus | 2-2          | 31 mag.      |

| andata (4ª) | andata (4ª) | Quarta giornata | ritorno (9ª) | ritorno (9ª) |
|             |             |                 |              |              |
| 26 apr.     | 2-0         | Casale-Juventus | 0-1          | 7 giu.       |
| 26 apr.     | 5-1         | Inter-Hellas    | 2-1          | 7 giu.       |
| 26 apr.     | 3-0         | Genoa-Vicenza   | 2-0          | 7 giu.       |

| andata (3ª) | andata (3ª) | Terza giornata   | ritorno (8ª) | ritorno (8ª) |
|             |             |                  |              |              |
| 19 apr.     | 1-2         | Hellas-Casale    | 0-2          | 31 mag.      |
| 19 apr.     | 2-2         | Inter-Genoa      | 1-1          | 31 mag.      |
| 19 apr.     | 2-1         | Vicenza-Juventus | 2-2          | 31 mag.      |

| andata (4ª) | andata (4ª) | Quarta giornata | ritorno (9ª) | ritorno (9ª) |
|             |             |                 |              |              |
| 26 apr.     | 2-0         | Casale-Juventus | 0-1          | 7 giu.       |
| 26 apr.     | 5-1         | Inter-Hellas    | 2-1          | 7 giu.       |
| 26 apr.     | 3-0         | Genoa-Vicenza   | 2-0          | 7 giu.       |

| \| andata (5ª) \| andata (5ª) \| Quinta giornata \| ritorno (10ª) \| ritorno (10ª) \| \| \| \| \| \| \| \| 3 mag. \| 1-0 \| Casale-Inter \| 2-1 \| 21 giu. \| \| 3 mag. \| 2-4 \| Juventus-Genoa \| 1-4 \| 21 giu. \| \| 3 mag. \| 2-0 \| Vicenza-Hellas \| 2-0 \| 21 giu. \| |             |                 |               |               |
| andata (5ª) | andata (5ª) | Quinta giornata | ritorno (10ª) | ritorno (10ª) |
| |             |                 |               |               |
| 3 mag. | 1-0         | Casale-Inter    | 2-1           | 21 giu.       |
| 3 mag. | 2-4         | Juventus-Genoa  | 1-4           | 21 giu.       |
| 3 mag. | 2-0         | Vicenza-Hellas  | 2-0           | 21 giu.       |

| andata (5ª) | andata (5ª) | Quinta giornata | ritorno (10ª) | ritorno (10ª) |
|             |             |                 |               |               |
| 3 mag.      | 1-0         | Casale-Inter    | 2-1           | 21 giu.       |
| 3 mag.      | 2-4         | Juventus-Genoa  | 1-4           | 21 giu.       |
| 3 mag.      | 2-0         | Vicenza-Hellas  | 2-0           | 21 giu.       |

##### Tabellone
|          | CAS  | GEN  | HEL  | INT  | JUV  | VIC  |
| -------- | ---- | ---- | ---- | ---- | ---- | ---- |
| Casale   | –––– | 2-0  | 2-0  | 1-0  | 2-0  | 2-0  |
| Genoa    | 1-2  | –––– | 3-0  | 1-1  | 4-1  | 3-0  |
| Hellas   | 1-2  | 1-2  | –––– | 1-2  | 1-4  | 0-2  |
| Inter    | 1-2  | 2-2  | 5-1  | –––– | 2-2  | 4-1  |
| Juventus | 1-0  | 2-4  | 4-1  | 1-0  | –––– | 2-2  |
| Vicenza  | 2-0  | 0-2  | 2-0  | 4-5  | 2-1  | –––– |

#### Statistiche

##### Squadre

###### Classifica in divenire
|          | 1ª | 2ª | 3ª | 4ª | 5ª | 6ª | 7ª | 8ª | 9ª | 10ª | Rec. |
|          |    |    |    |    |    |    |    |    |    |     |      |
| -------- | -- | -- | -- | -- | -- | -- | -- | -- | -- | --- | ---- |
| Casale   | 2  | 4  | 6  | 8  | 10 | 12 | 12 | 14 | 14 | 16  | 16   |
| Genoa    | 0  | 2  | 3  | 5  | 7  | 7  | 9  | 10 | 12 | 14  | 14   |
| Hellas   | 0  | 0  | 0  | 0  | 0  | 0  | 0  | 0  | 0  | 0   | 0    |
| Inter    | 2  | 2  | 3  | 5  | 5  | 7  | 8  | 9  | 11 | 11  | 11   |
| Juventus | 2  | 4  | 4  | 4  | 4  | 6  | 7  | 8  | 10 | 10  | 10   |
| Vicenza  | 0  | 0  | 2  | 2  | 4  | 4  | 4  | 5  | 5  | 7   | 9    |

## Torneo centro-meridionale

### Sezione toscana

#### Squadre partecipanti
| Club               | Stagione | Città   | Stadio                  | Stagione precedente                            |
| ------------------ | -------- | ------- | ----------------------- | ---------------------------------------------- |
| Firenze FBC        | dettagli | Firenze | Prato del Quercione     | 4º posto nel girone toscano di Prima Categoria |
| Itala Firenze      | dettagli | Firenze | Prato del Quercione     | 3º posto nella Promozione toscana              |
| Libertas Firenze   | dettagli | Firenze | Parco delle Cascine     | 1º posto nella Promozione toscana, promossa    |
| SPES Livorno       | dettagli | Livorno | -                       | 2º posto nel girone toscano di Prima Categoria |
| Lucca              | dettagli | Lucca   | Campo Campaccio         | 2º posto nella Promozione toscana, promossa    |
| Pisa               | dettagli | Pisa    | -                       | 3º posto nel girone toscano di Prima Categoria |
| Prato              | dettagli | Prato   | -                       | 4º posto nella Promozione toscana              |
| Virtus Juventusque | dettagli | Livorno | Poligono di Tiro Bastia | 3º posto nelle finali del Centro-sud           |

#### Classifica finale
|  | Pos. | Squadra            | Pt | G  | V  | N | P  | GF | GS |
|  | ---- | ------------------ | -- | -- | -- | - | -- | -- | -- |
|  | 1.   | SPES Livorno       | 26 | 14 | 12 | 2 | 0  | 46 | 15 |
|  | 2.   | Firenze FBC        | 20 | 14 | 9  | 2 | 3  | 36 | 17 |
|  | 3.   | Virtus Juventusque | 19 | 14 | 9  | 1 | 4  | 30 | 14 |
|  | 4.   | Libertas Firenze   | 16 | 14 | 7  | 2 | 5  | 21 | 16 |
|  | 5.   | Itala Firenze      | 13 | 14 | 6  | 1 | 7  | 25 | 28 |
|  | 6.   | Pisa               | 8  | 14 | 3  | 2 | 9  | 14 | 19 |
|  | 7.   | Lucca              | 5  | 14 | 2  | 1 | 11 | 13 | 46 |
|  | 7.   | Prato              | 5  | 14 | 2  | 1 | 11 | 9  | 39 |

Legenda:
      Ammessa alla semifinale dell'Italia centrale.
Regolamento:
Due punti a vittoria, uno a pareggio, zero a sconfitta.
In caso di pari punti per le squadre era in vigore il pari merito.

#### Risultati

##### Calendario
| andata (1ª) | andata (1ª) | Prima giornata                   | ritorno (8ª) | ritorno (8ª) |
|             |             |                                  |              |              |
| 9 nov.      | 0-4         | Prato-Firenze FBC                | 0-3          | 11 gen.      |
| 9 nov.      | 0-4         | Lucca-SPES Livorno               | 1-5          | 11 gen.      |
| 9 nov.      | 1-5         | Itala Firenze-Virtus Juventusque | 0-5          | 11 gen.      |
| 9 nov.      | 1-1         | Libertas-Pisa                    | 1-0          | 11 gen.      |

| andata (2ª) | andata (2ª) | Seconda giornata         | ritorno (9ª) | ritorno (9ª) |
|             |             |                          |              |              |
| 16 nov.     | 3-6         | Lucca-Firenze FBC        | 1-5          | 18 gen.      |
| 16 nov.     | 0-3         | Prato-Virtus Juventusque | 0-2          | 18 gen.      |
| 16 nov.     | 3-2         | Libertas-Itala Firenze   | 2-1          | 18 gen.      |
| 16 nov.     | 1-0         | SPES Livorno-Pisa        | 3-1          | 18 gen.      |

| andata (1ª) | andata (1ª) | Prima giornata                   | ritorno (8ª) | ritorno (8ª) |
|             |             |                                  |              |              |
| 9 nov.      | 0-4         | Prato-Firenze FBC                | 0-3          | 11 gen.      |
| 9 nov.      | 0-4         | Lucca-SPES Livorno               | 1-5          | 11 gen.      |
| 9 nov.      | 1-5         | Itala Firenze-Virtus Juventusque | 0-5          | 11 gen.      |
| 9 nov.      | 1-1         | Libertas-Pisa                    | 1-0          | 11 gen.      |

| andata (2ª) | andata (2ª) | Seconda giornata         | ritorno (9ª) | ritorno (9ª) |
|             |             |                          |              |              |
| 16 nov.     | 3-6         | Lucca-Firenze FBC        | 1-5          | 18 gen.      |
| 16 nov.     | 0-3         | Prato-Virtus Juventusque | 0-2          | 18 gen.      |
| 16 nov.     | 3-2         | Libertas-Itala Firenze   | 2-1          | 18 gen.      |
| 16 nov.     | 1-0         | SPES Livorno-Pisa        | 3-1          | 18 gen.      |

| andata (3ª) | andata (3ª) | Terza giornata             | ritorno (10ª) | ritorno (10ª) |
|             |             |                            |               |               |
| 23 nov.     | 0-2         | Libertas-Firenze FBC       | 2-1           | 25 gen.       |
| 23 nov.     | 2-3         | Lucca-Prato                | 1-0           | 25 gen.       |
| 23 nov.     | 3-2         | SPES Livorno-Itala Firenze | 1-1           | 25 gen.       |
| 23 nov.     | 4-1         | Virtus Juventusque-Pisa    | 1-2           | 25 gen.       |

| andata (4ª) | andata (4ª) | Quarta giornata                | ritorno (11ª) | ritorno (11ª) |
|             |             |                                |               |               |
| 30 nov.     | 2-0         | Firenze FBC-Virtus Juventusque | 1-2           | 1 feb.        |
| 30 nov.     | 0-1         | Pisa-Lucca                     | 2-0           | 1 feb.        |
| 30 nov.     | 1-3         | Prato-Itala Firenze            | 0-2           | 1 feb.        |
| 30 nov.     | 3-1         | SPES Livorno-Libertas          | 3-1           | 1 feb.        |

| andata (3ª) | andata (3ª) | Terza giornata             | ritorno (10ª) | ritorno (10ª) |
|             |             |                            |               |               |
| 23 nov.     | 0-2         | Libertas-Firenze FBC       | 2-1           | 25 gen.       |
| 23 nov.     | 2-3         | Lucca-Prato                | 1-0           | 25 gen.       |
| 23 nov.     | 3-2         | SPES Livorno-Itala Firenze | 1-1           | 25 gen.       |
| 23 nov.     | 4-1         | Virtus Juventusque-Pisa    | 1-2           | 25 gen.       |

| andata (4ª) | andata (4ª) | Quarta giornata                | ritorno (11ª) | ritorno (11ª) |
|             |             |                                |               |               |
| 30 nov.     | 2-0         | Firenze FBC-Virtus Juventusque | 1-2           | 1 feb.        |
| 30 nov.     | 0-1         | Pisa-Lucca                     | 2-0           | 1 feb.        |
| 30 nov.     | 1-3         | Prato-Itala Firenze            | 0-2           | 1 feb.        |
| 30 nov.     | 3-1         | SPES Livorno-Libertas          | 3-1           | 1 feb.        |

| andata (5ª) | andata (5ª) | Quinta giornata             | ritorno (12ª) | ritorno (12ª) |
|             |             |                             |               |               |
| 7 dic.      | 0-1         | Libertas-Virtus Juventusque | 0-1           | 8 feb.        |
| 7 dic.      | 2-7         | Lucca-Itala Firenze         | 0-2           | 8 feb.        |
| 7 dic.      | 0-1         | Pisa-Firenze FBC            | 1-1           | 8 feb.        |
| 7 dic.      | 9-1         | SPES Livorno-Prato          | 2-1           | 8 feb.        |

| andata (6ª) | andata (6ª) | Sesta giornata                  | ritorno (13ª) | ritorno (13ª) |
|             |             |                                 |               |               |
| 14 dic.     | 3-1         | Firenze FBC-Itala Firenze       | 3-1           | 15 feb.       |
| 14 dic.     | 1-4         | Lucca-Libertas                  | 0-4           | 15 feb.       |
| 14 dic.     | 3-1         | Prato-Pisa                      | 0-5           | 15 feb.       |
| 14 dic.     | 1-3         | Virtus Juventusque-SPES Livorno | 1-3           | 15 feb.       |

| andata (5ª) | andata (5ª) | Quinta giornata             | ritorno (12ª) | ritorno (12ª) |
|             |             |                             |               |               |
| 7 dic.      | 0-1         | Libertas-Virtus Juventusque | 0-1           | 8 feb.        |
| 7 dic.      | 2-7         | Lucca-Itala Firenze         | 0-2           | 8 feb.        |
| 7 dic.      | 0-1         | Pisa-Firenze FBC            | 1-1           | 8 feb.        |
| 7 dic.      | 9-1         | SPES Livorno-Prato          | 2-1           | 8 feb.        |

| andata (6ª) | andata (6ª) | Sesta giornata                  | ritorno (13ª) | ritorno (13ª) |
|             |             |                                 |               |               |
| 14 dic.     | 3-1         | Firenze FBC-Itala Firenze       | 3-1           | 15 feb.       |
| 14 dic.     | 1-4         | Lucca-Libertas                  | 0-4           | 15 feb.       |
| 14 dic.     | 3-1         | Prato-Pisa                      | 0-5           | 15 feb.       |
| 14 dic.     | 1-3         | Virtus Juventusque-SPES Livorno | 1-3           | 15 feb.       |

| \| andata (7ª) \| andata (7ª) \| Settima giornata \| ritorno (14ª) \| ritorno (14ª) \| \| \| \| \| \| \| \| 21 dic. \| 0-0 \| Prato-Libertas[13] \| 0-2 \| 22 feb. \| \| 21 dic. \| 1-4 \| Lucca-Virtus Juventusque \| 0-0 \| 22 feb. \| \| 21 dic. \| 1-1 \| Firenze FBC-SPES Livorno \| 3-5 \| 22 feb. \| \| 21 dic. \| 0-1 \| [14] Pisa-Itala Firenze[14] \| 0-1 \| 22 feb. \| |             |                          |               |               |
| andata (7ª) | andata (7ª) | Settima giornata         | ritorno (14ª) | ritorno (14ª) |
| |             |                          |               |               |
| 21 dic. | 0-0         | Prato-Libertas           | 0-2           | 22 feb.       |
| 21 dic. | 1-4         | Lucca-Virtus Juventusque | 0-0           | 22 feb.       |
| 21 dic. | 1-1         | Firenze FBC-SPES Livorno | 3-5           | 22 feb.       |
| 21 dic. | 0-1         | Pisa-Itala Firenze       | 0-1           | 22 feb.       |

| andata (7ª) | andata (7ª) | Settima giornata         | ritorno (14ª) | ritorno (14ª) |
|             |             |                          |               |               |
| 21 dic.     | 0-0         | Prato-Libertas           | 0-2           | 22 feb.       |
| 21 dic.     | 1-4         | Lucca-Virtus Juventusque | 0-0           | 22 feb.       |
| 21 dic.     | 1-1         | Firenze FBC-SPES Livorno | 3-5           | 22 feb.       |
| 21 dic.     | 0-1         | Pisa-Itala Firenze       | 0-1           | 22 feb.       |

##### Tabellone
|                    | CSF  | ITA  | LIB  | SPE  | LUC  | PIS  | PRA  | VIR  |
| ------------------ | ---- | ---- | ---- | ---- | ---- | ---- | ---- | ---- |
| Firenze FBC        | –––– | 3-1  | 1-2  | 1-1  | 5-1  | 1-1  | 3-0  | 2-0  |
| Itala Firenze      | 1-3  | –––– | 1-2  | 1-1  | 2-0  | 1-0  | 2-0  | 1-5  |
| Libertas           | 0-2  | 3-2  | –––– | 1-3  | 4-0  | 1-1  | 2-0  | 0-1  |
| SPES Livorno       | 5-3  | 3-2  | 3-1  | –––– | 5-1  | 1-0  | 9-1  | 3-1  |
| Lucca              | 3-6  | 2-7  | 1-4  | 0-4  | –––– | 0-2  | 2-3  | 1-4  |
| Pisa               | 0-1  | 0-1  | 0-1  | 1-3  | 0-1  | –––– | 5-0  | 2-1  |
| Prato              | 0-4  | 1-3  | 0-0  | 1-2  | 0-1  | 3-1  | –––– | 0-3  |
| Virtus Juventusque | 2-1  | 5-0  | 1-0  | 1-3  | 0-0  | 4-1  | 2-0  | –––– |

### Sezione laziale

#### Squadre partecipanti
| Club          | Stagione | Città | Stadio                     | Stagione precedente                            |
| ------------- | -------- | ----- | -------------------------- | ---------------------------------------------- |
| Audace Roma   | dettagli | Roma  | Velodromo Salario          | 3º posto nel girone laziale di Prima Categoria |
| Fortitudo     | dettagli | Roma  | Campo "Madonna del Riposo" | 1º posto nella Promozione laziale, promossa    |
| Juventus Roma | dettagli | Roma  | Campo Piazza d'Armi        | 2º posto nel girone laziale di Prima Categoria |
| Lazio         | dettagli | Roma  | Campo della Farnesina      | 1º posto nelle finali del Centro-sud           |
| Pro Roma      | dettagli | Roma  | Campo Piramide             | 5º posto nel girone laziale di Prima Categoria |
| Roman         | dettagli | Roma  | Campo di Due Pini          | 4º posto nel girone laziale di Prima Categoria |

#### Classifica finale
|  | Pos. | Squadra       | Pt | G  | V  | N | P | GF | GS |
|  | ---- | ------------- | -- | -- | -- | - | - | -- | -- |
|  | 1.   | Lazio         | 20 | 10 | 10 | 0 | 0 | 52 | 5  |
|  | 2.   | Roman         | 15 | 10 | 7  | 1 | 2 | 26 | 9  |
|  | 3.   | Juventus Roma | 9  | 10 | 4  | 1 | 5 | 12 | 21 |
|  | 4.   | Fortitudo     | 6  | 10 | 2  | 2 | 6 | 13 | 35 |
|  | 4.   | Audace Roma   | 6  | 10 | 3  | 0 | 7 | 9  | 29 |
|  | 6.   | Pro Roma      | 4  | 10 | 2  | 0 | 8 | 19 | 32 |

Legenda:
      Ammessa alla semifinale dell'Italia centrale..
Regolamento:
Due punti a vittoria, uno a pareggio, zero a sconfitta.
In caso di pari punti per le squadre era in vigore il pari merito.

#### Risultati
| andata (1ª) | andata (1ª) | Prima giornata          | ritorno (6ª) | ritorno (6ª) |
|             |             |                         |              |              |
| 9 nov.      | 1-6         | Pro Roma-Lazio          | 0-9          | 14 dic.      |
| 9 nov.      | 1-0         | Juventus Roma-Fortitudo | 2-2          | 14 dic.      |
| 9 nov.      | 3-0         | Roman-Audace Roma       | 1-0          | 14 dic.      |

| andata (2ª) | andata (2ª) | Seconda giornata     | ritorno (7ª) | ritorno (7ª) |
|             |             |                      |              |              |
| 16 nov.     | 0-7         | Fortitudo-Lazio      | 0-9          | 21 dic.      |
| 16 nov.     | 0-4         | Juventus Roma-Roman  | 1-3          | 21 dic.      |
| 16 nov.     | 1-0         | Audace Roma-Pro Roma | 1-10         | 21 dic.      |

| andata (1ª) | andata (1ª) | Prima giornata          | ritorno (6ª) | ritorno (6ª) |
|             |             |                         |              |              |
| 9 nov.      | 1-6         | Pro Roma-Lazio          | 0-9          | 14 dic.      |
| 9 nov.      | 1-0         | Juventus Roma-Fortitudo | 2-2          | 14 dic.      |
| 9 nov.      | 3-0         | Roman-Audace Roma       | 1-0          | 14 dic.      |

| andata (2ª) | andata (2ª) | Seconda giornata     | ritorno (7ª) | ritorno (7ª) |
|             |             |                      |              |              |
| 16 nov.     | 0-7         | Fortitudo-Lazio      | 0-9          | 21 dic.      |
| 16 nov.     | 0-4         | Juventus Roma-Roman  | 1-3          | 21 dic.      |
| 16 nov.     | 1-0         | Audace Roma-Pro Roma | 1-10         | 21 dic.      |

| andata (3ª) | andata (3ª) | Terza giornata            | ritorno (8ª) | ritorno (8ª) |
|             |             |                           |              |              |
| 23 nov.     | 2-1         | Pro Roma-Fortitudo        | 4-5          | 11 gen.      |
| 23 nov.     | 2-3         | Roman-Lazio               | 1-3          | 11 gen.      |
| 23 nov.     | 2-0         | Juventus Roma-Audace Roma | 2-3          | 11 gen.      |

| andata (4ª) | andata (4ª) | Quarta giornata       | ritorno (9ª) | ritorno (9ª) |
|             |             |                       |              |              |
| 30 nov.     | 1-6         | Juventus Roma-Lazio   | 0-2          | 18 gen.      |
| 30 nov.     | 4-2         | Fortitudo-Audace Roma | 0-2          | 18 gen.      |
| 30 nov.     | 0-2         | Pro Roma-Roman        | 1-4          | 18 gen.      |

| andata (3ª) | andata (3ª) | Terza giornata            | ritorno (8ª) | ritorno (8ª) |
|             |             |                           |              |              |
| 23 nov.     | 2-1         | Pro Roma-Fortitudo        | 4-5          | 11 gen.      |
| 23 nov.     | 2-3         | Roman-Lazio               | 1-3          | 11 gen.      |
| 23 nov.     | 2-0         | Juventus Roma-Audace Roma | 2-3          | 11 gen.      |

| andata (4ª) | andata (4ª) | Quarta giornata       | ritorno (9ª) | ritorno (9ª) |
|             |             |                       |              |              |
| 30 nov.     | 1-6         | Juventus Roma-Lazio   | 0-2          | 18 gen.      |
| 30 nov.     | 4-2         | Fortitudo-Audace Roma | 0-2          | 18 gen.      |
| 30 nov.     | 0-2         | Pro Roma-Roman        | 1-4          | 18 gen.      |

| \| andata (5ª) \| andata (5ª) \| Quinta giornata \| ritorno (10ª) \| ritorno (10ª) \| \| \| \| \| \| \| \| 7 dic. \| 1-2 \| Pro Roma-Juventus Roma \| 0-1 \| 25 gen. \| \| 7 dic. \| 0-4 \| Audace Roma-Lazio \| 0-3 \| 25 gen. \| \| 7 dic. \| 5-0 \| Roman-Fortitudo \| 1-1 \| 25 gen. \| |             |                        |               |               |
| andata (5ª) | andata (5ª) | Quinta giornata        | ritorno (10ª) | ritorno (10ª) |
| |             |                        |               |               |
| 7 dic. | 1-2         | Pro Roma-Juventus Roma | 0-1           | 25 gen.       |
| 7 dic. | 0-4         | Audace Roma-Lazio      | 0-3           | 25 gen.       |
| 7 dic. | 5-0         | Roman-Fortitudo        | 1-1           | 25 gen.       |

| andata (5ª) | andata (5ª) | Quinta giornata        | ritorno (10ª) | ritorno (10ª) |
|             |             |                        |               |               |
| 7 dic.      | 1-2         | Pro Roma-Juventus Roma | 0-1           | 25 gen.       |
| 7 dic.      | 0-4         | Audace Roma-Lazio      | 0-3           | 25 gen.       |
| 7 dic.      | 5-0         | Roman-Fortitudo        | 1-1           | 25 gen.       |

##### Tabellone
|               | AUD  | FOR  | JUV  | LAZ  | PRO  | ROM  |
| ------------- | ---- | ---- | ---- | ---- | ---- | ---- |
| Audace Roma   | –––– | 2-0  | 3-2  | 0-4  | 1-0  | 0-1  |
| Fortitudo     | 4-2  | –––– | 2-2  | 0-7  | 5-4  | 1-1  |
| Juventus Roma | 2-0  | 1-0  | –––– | 1-6  | 1-0  | 0-4  |
| Lazio         | 3-0  | 9-0  | 2-0  | –––– | 9-0  | 3-1  |
| Pro Roma      | 10-1 | 2-1  | 1-2  | 1-6  | –––– | 0-2  |
| Roman         | 3-0  | 5-0  | 3-1  | 2-3  | 4-1  | –––– |

### Sezione campana
| Club                  | Stagione | Città  | Stadio          | Stagione precedente                            |
| --------------------- | -------- | ------ | --------------- | ---------------------------------------------- |
| Internazionale Napoli | dettagli | Napoli | Terme di Agnano | 2º posto nel girone campano di Prima Categoria |
| Naples                | dettagli | Napoli | Terme di Agnano | 2º posto nelle finali del Centro-sud           |

Le due squadre sono ammesse direttamente alle semifinali dell'Italia meridionale

### Fase finale

#### Semifinale Italia centrale
| Arbitro: | Calì (Genova) |

|  |           |                                            |
|  | Marcatori | 13’ Fioranti I 60’ Maranghi 71’ Saraceni I |

| Arbitro: | Scamoni (Torino) |

|              |           |  |
| Maranghi 60’ | Marcatori |  |

#### Semifinale Italia meridionale
| Arbitro: | Torrazzi |

|          |           |         |
| Reichlin | Marcatori | Lattard |

| Arbitro: | Torrazzi |

|            |           |          |
| Scarfoglio | Marcatori | Eastwood |

#### Finale centro-meridionale
| Arbitro: | Bellucci |

|               |           |  |
| Consiglio 16’ | Marcatori |  |

| Arbitro: | Torrazzi |

|  |           |                                                             |
|  | Marcatori | 17’ pt’ st’ Saraceni I 23’ 28’ st’ Consiglio st’ A. Faccani |

##### Verdetti
• Lazio campione dell'Italia centro meridionale 
- Lazio qualificata alla finalissima.

## Finalissima
| Arbitro: | Scamoni (Torino) |

|                                                                                  |           |               |
| Varese 20’ Varese 50’ Ferraris I 54’ Ravetti 62’ 65’ Gallina II 63’ Mattea s.t.’ | Marcatori | 69’ Zucchi II |

| Arbitro: | Cattaneo (Milano) |

|  |           |                        |
|  | Marcatori | 29’ Ravetti 76’ Varese |

### Verdetti
| Casale campione d'Italia 1913-1914 |

### Squadra campione
- Attilio Gallina I
- Attilio Maggiani
- Mario Scrivano
- Oreste Rosa
- Luigi Barbesino
- Giuseppe Parodi
- Secondo Caire
- Angelo Mattea
- Giovanni Gallina II
- Amedeo Varese
- Giovanni Bertinotti